# Motorpal
Motorpal je akciová společnost se sídlem v Jihlavě. Vyrábí vstřikovací zařízení.
V září 1946 byl v Jihlavě zřízen pobočný závod národního podniku PAL České Budějovice. Vyráběla se zde vstřikovací zařízení pro motory. Sídlila ve Starých Horách v budovách továrny, kde se během druhé světové války vyráběly letecké motory BMW. Jihlavská pobočka se roku 1949 osamostatnila a od 1. ledna 1950 změnila název na MOTORPAL JIHLAVA, národní podnik. Do roku 1989 to byla největší jihlavská firma, která zaměstnávala 2676 pracovníků.
Během kupónové privatizace ji získala investiční společnost Rex Invest Davida Tumpacha. V roce 2007 zde pracovalo 1850 lidí. Přes 80 % produkce jde na export. Kromě jihlavské továrny na ulici Humpolecká má ještě další tři závody – Batelov (300 zaměstnanců), Jemnice (400 zaměstnanců) a Velké Meziříčí, kde výroba probíhá v pronajatých prostorech a tryskový sortiment zde vyrábí 80 pracovníků.
Krajský soud v Brně dne 9. února 2016 rozhodl o úpadku firmy Motorpal, která na sebe sama podala insolvenční návrh kvůli dluhům přes 800 milionů korun. Soud nepřijal reorganizační plán, který firma připravila a o způsobu řešení úpadku má rozhodne během 3 měsíců.
Ústavní soud dne 14. dubna 2016 rozhodl ve prospěch firmy Motorpal, jejíž úpadek v lednu vyhlásil brněnský krajský soud. Tím, že nepovolil navrhovanou reorganizaci podniku, šel nejen proti názoru většiny věřitelů výrobce dílů pro automobilky, kteří s ní souhlasí, ale také proti zákonu. Poté měla firma Motorpal naději, že soud reorganizaci schválí. V roce 2016 získal společnost Motorpal nový vlastník, stala se jím společnost Moto Capital Grzegorze Hóty, ta pomohla vyrovnat provozní finance Motorpalu. V roce 2017, kdy společnost byla zakoupena novým vlastníkem, začala práce na vývoji vstřikovacích zařízení do nových motorů automobilky Tatra. Nové stroje, které jsou pro tento vývoj a výrobu potřebné budou společnost stát celkem 160 milionů korun, od roku 2018 tak bude společnost schopna vyrábět až 2 miliony vstřikovacích jednotek za rok, tj. se jedná o navýšení výrobní kapacity o třicet procent.
Motorpal roku 2018 uzavřel smlouvu se společností Ashok Leyland, kdy tak výrobní závod v Jihlavě bude dodávat v průběhu následujících let vstřikovací zařízení pro indické vozy. Společnost musí rozšířit výrobu a přijmout nové pracovníky.